# Tremella discicola
Tremella discicola är en svampart som beskrevs av Van de Put 2004. Tremella discicola ingår i släktet Tremella och familjen Tremellaceae.   Inga underarter finns listade i Catalogue of Life.